# Laranda tibialis
Laranda tibialis är en insektsart som beskrevs av Walker, F. 1869. Laranda tibialis ingår i släktet Laranda och familjen syrsor. Inga underarter finns listade i Catalogue of Life.